# Бочкова, Ирина Васильевна
Ирина Васильевна Бочкова (2 ноября 1938, Раменское, Московская область — 25 февраля 2020) — советская и российская скрипачка, народная артистка России (1995), профессор Московской государственной консерватории им. П. И. Чайковского, заведующая кафедрой скрипки, вице-президент Ассоциации лауреатов Международного конкурса имени П. И. Чайковского (1990—2020).

## Биография
Сперва училась в музыкальной школе № 1 Казани в классе Р. С. Герман, затем поступила в Центральную музыкальную школу при Московской консерватории и окончила её в 1957 году.
В 1962 году окончила Московскую консерваторию по классу Ю. И. Янкелевича, а в 1965 — аспирантуру под его руководством.
Преподавала в Московской консерватории с 1966 года: сначала ассистентом, с 1973 года — преподавателем, с 1978 — доцентом, с 1993 — профессором. С 2007 года заведовала кафедрой скрипки.
В 1974—1980 годах была одновременно преподавателем Музыкального училища при МГК. С 1981 года работала также в Центральной музыкальной школе. В 1990 году выступила одним из инициаторов создания Ассоциации лауреатов Международного конкурса имени П. И. Чайковского.
С 2015 года являлась зав. кафедрой скрипки в Казанской консерватории имени Н. Жиганова.
Лауреат первой премии Всесоюзного конкурса (Москва, 1961), второй премии II Международного конкурса имени П. И. Чайковского (Москва, 1962), первой премии Международного конкурса им. Ж. Тибо в Париже (1963).
Многократно возглавляла и входила в состав жюри международных конкурсов, в том числе: Международный конкурс имени П. И. Чайковского, Международный юношеский конкурс имени П. И. Чайковского, конкурс имени Дягилева, Демидовский международный юношеский конкурс скрипачей ДеМЮКС (Екатеринбург), Международный конкурс им. Ж. Тибо (Париж), Международный конкурс им. Хейфеца (Санкт-Петербург), конкурс «Новые имена» (Москва, Ханты-Мансийск), Международный конкурс им. Липицера (Италия), Международный конкурс им. Эрденко (Белгород), Международные конкурсы в Женеве и Риге.

## Педагогическая деятельность
Среди учеников Ирины Бочковой множество всемирно известных скрипачей, лауреатов международных конкурсов: Граф Муржа, Анастасия Чеботарёва, Родион Замуруев, Буй Конг Зуи, Ирина Медведева, Елена Ревич, Александр Тростянский, Ольга Волкова.

## Дискография
Дискография И. Бочковой включает 8 пластинок и 5 компакт-дисков.

## Награды
- Заслуженная артистка РСФСР (30 ноября 1978)
- Народная артистка Российской Федерации (27 января 1995) — за большие заслуги в области искусства
- Всесоюзный конкурс (Москва, 1961, I премия)
- II Международный конкурс имени П. И. Чайковского (Москва, 1962, II премия)[4]
- Конкурс им. Ж. Тибо (Париж, 1963, I премия)[5]